# 吕济亚
吕济亚（法語：Luzillat，法語發音：[lyzija]）是法国多姆山省的一个市镇，属于蒂耶尔区。

## 地理
吕济亚（45°56'48"N, 3°23'24"E）面积23.19 平方千米，位于法国奥弗涅-罗讷-阿尔卑斯大区多姆山省，该省份为法国中南部省份，北起阿列省接壤，东临卢瓦尔省，南至上盧瓦爾省和康塔爾省，西接科雷兹省和克勒兹省。
与吕济亚接壤的市镇（或旧市镇、城区）包括：博蒙莱朗当、沙尔纳、克勒旺拉韦讷、利蒙、马兰格、蒙斯、圣安德烈勒科克、圣但尼孔巴尔纳扎、万泽勒。

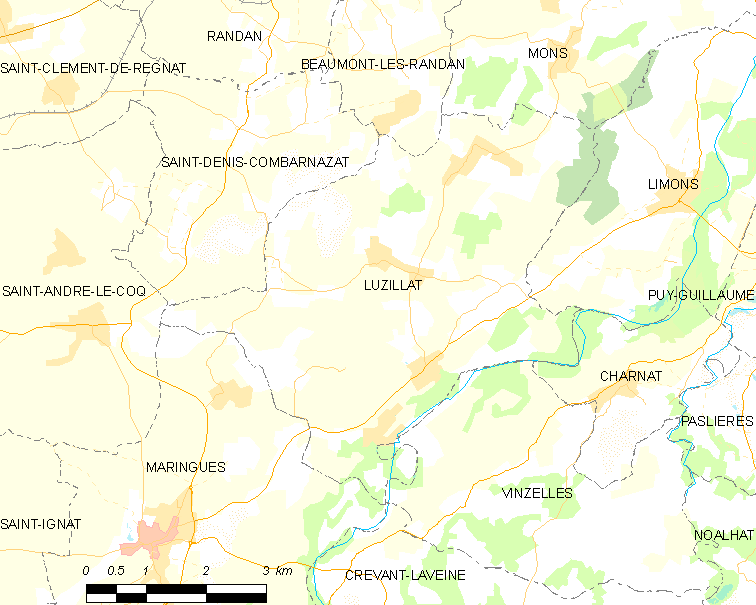
吕济亚的OSM定位图

吕济亚的时区为UTC+01:00、UTC+02:00（夏令时）。

## 行政
吕济亚的邮政编码为63350，INSEE市镇编码为63201。

## 政治
吕济亚所属的省级选区为马兰格县。

## 人口

1962-2008年间吕济亚人口变化图示

吕济亚于2022年1月1日时的人口数量为1157人。